# سیارک ۳۹۵۷۱
سیارک ۳۹۵۷۱ (به انگلیسی: 39571 Puckler، نامگذاری:1992SN24) سی و نه هزار و پانصد و هفتاد و یکمین سیارک کشف شده‌است که در ۲۱ سپتامبر ۱۹۹۲ کشف شد.